# Masahiro Fukuda
Masahiro Fukuda (n. 27 decembrie 1966) este un fost fotbalist japonez.

## Statistici
| Japonia | Japonia | Japonia |
| An      | Meciuri | Goluri  |
| ------- | ------- | ------- |
| 1990    | 5       | 0       |
| 1991    | 2       | 0       |
| 1992    | 8       | 3       |
| 1993    | 15      | 3       |
| 1994    | 0       | 0       |
| 1995    | 15      | 3       |
| Total   | 45      | 9       |